# Hegesandra
En la mitología griega, Hegesandra o Hegesandre era una princesa espartana, hija del rey Amiclas y posiblemente de Diomedea, hija de Lápites. Probablemente era la hermana de Argalo, Cinortas, Jacinto, Laodamia (o Leanira), Hárpalo, Polibea, y en otras versiones, de Dafne.
Hegesandra se casó con Argeo, hijo del rey Pélope de Pisa. La pareja tuvo tres hijos: Melanión, Aléctor y Boetoo.